# Cal Mestre
Cal Mestre és una casa al poble de Monistrol de Calders (el Moianès). El renom de la casa sembla que li ve donat per l'ofici que exercia el seu propietari (mestres de cases). Es de les poques cases del poble que gairebé íntegrament està formada de tàpia incloent-hi els envans interiors. Es troba afectada per un possible eixamplament del carrer aprovat per l'ajuntament.
Construcció de planta rectangular amb coberta a doble vessant. La construcció és molt simple: els dos primers metres estan fets amb pedres formant filades força ben col·locades. La resta, fins a arribar al sostre, és de tàpia. Té tres plantes: els baixos amb portal adovellat de mig punt, una porta lateral i dues petites finestres; el primer pis amb tres finestres adovellades i el pis superior (les golfes) amb dues obertures avui tapiades. Hi ha un petit ràfec amb forma de cornisa. La dovella central del portal d'entrada té la següent inscripció: "Francisco Ponsa mestra de casas any 1773". Avui es troba en un estat de deteriorament molt avançat.